# Бербатов, Димитр
Дими́тр Ивано́в Берба́тов (болг. Димитър Иванов Бербатов; родился 30 января 1981 года в Благоевграде, Болгария) — болгарский футболист, выступавший на позиции нападающего. Был капитаном сборной Болгарии с 2006 по 2010 год, является лучшим бомбардиром в её истории. Считается одним из величайших болгарских игроков всех врёмен.
Родился в Благоевграде, начинал в клубе «Пирин», а затем в 1998 году перешёл в софийский ЦСКА в возрасте 17 лет. В январе 2001 года он был подписан немецким клубом «Байер 04» и через 18 месяцев сыграл в своём первом финале Лиги чемпионов, выйдя на замену в финале Лиги чемпионов 2002 года, который леверкузенцы проиграли мадридскому «Реалу» со счётом 1:2.
После пяти с половиной лет игры в Германии в июле 2006 года он перешёл в английский клуб «Тоттенхэм Хотспур», где провёл два года до перехода в «Манчестер Юнайтед». Он сыграл в своём втором финале Лиги чемпионов в 2009 году, когда его команда проиграла «Барселоне» со счётом 0:2. После четырёх сезонов в «Юнайтед», в течение которых он выиграл два титула Премьер-лиги в сезоне 2008/09 и 2010/11, а также «Золотую бутсу» Премьер-лиги в сезоне 2010/11, в августе 2012 года он перешёл в «Фулхэм». Позже он выступал во Франции в составе «Монако», Греции в составе ПАОКа и Индии в составе «Керала Бластерс», после чего в 2019 году завершил карьеру.
Дебютировал за сборную Болгарии 17 ноября 1999 года в возрасте 18 лет. Он представлял Болгарию на Евро-2004, который стал единственным крупным турниром, на котором он сыграл за свою страну, из-за того, что команда не смогла квалифицироваться на другие турниры. Бербатов был капитаном команды с 2006 года до мая 2010 года, когда он объявил о своём уходе из международного футбола, оставив на своём счёту 48 голов в 78 матчах за сборную Болгарии. Он становился лучшим футболистом года в Болгарии рекордные семь раз, превзойдя число побед Христо Стоичкова.

## Ранние годы
Димитр Бербатов родился 30 января 1981 года в Благоевграде в семье Ивана Бербатова и Маргариты Бербатовой, которые сами были профессиональными спортсменами: Иван был футболистом в командах «Пирин» и софийского ЦСКА, а Маргарита была гандболисткой. В детстве Димитр болел за итальянский «Милан», за который выступал его кумир Марко ван Бастен, но после Евро-1996 Бербатов стал фанатом Алана Ширера, выступавшего за английский «Ньюкасл Юнайтед», и даже ложился спать в футболке «Ньюкасла», мечтая когда-нибудь стать игроком «соро́к».

## Клубная карьера
Начал свою молодёжную карьеру в местном клубе «Пирин», за который, в составе резервной команды, он отметился 77 голами за 92 матча. Эти выступления приглянулись софийскому ЦСКА, где игрока заприметил тренер и скаут Димитр Пенев. В возрасте 17 лет молодой Бербатов перешёл из родного клуба «Пирин» в ЦСКА, последовав по стопам своего отца Ивана, который также играл в этом клубе на позиции крайнего полузащитника, а позже — защитника.

### ЦСКА (София)
В 1998 году он подписал свой первый профессиональный контракт с клубом и дебютировал в сезоне 1998/99 в возрасте 18 лет. В конце того сезона он выиграл с ЦСКА Кубок Болгарии. Первая игра Бербатова в Европе состоялась в сентябре 1999 года, в матче против команды его детства «Ньюкасл Юнайтед» (0:2); именно в этом сезоне, 1999—2000, он начал делать себе имя, забив 14 голов в 27 матчах чемпионата. 
24 августа 2000 года он забил пять голов в домашней победе над «Конструкторул» Кишинёв (8:0) в матче первого отборочного раунда Кубка УЕФА, став единственным игроком софийского ЦСКА, которому удалось совершить это достижение в одном матче в европейских турнирах. В июне 2000 года Бербатов едва не подписал контракт с итальянской командой «Лечче», даже прошёл медицинское обследование, но в последний момент этот переход сорвался.

### «Байер 04»
9 голов в 11 матчах в первой половине сезона 2000/01 стали достаточным поводом для того, чтобы 1 января 2001 года убедить руководство немецкого клуба «Байер 04» заплатить 1,3 миллиона евро за подписание четырёхлетнего контракта с болгарским нападающим. Сначала Бербатов играл за резервную команду клуба в Оберлиге Нижнего Рейна и забил 6 голов в 7 матчах, после чего был переведён в первую команду. Он дебютировал в команде в предсезонном товарищеском матче против «Ди Си Юнайтед» (4:3), забив хет-трик. Его дебют в чемпионате за первую команду состоялся 10 февраля 2001 года, когда он заменил Ульфа Кирстена в матче против «Кёльна» (4:1). Бербатов стал использоваться тренером Берти Фогтсом в качестве запасного игрока, выйдя на замену шесть раз и не забив ни одного гола, когда «фармацевты» заняли четвёртое место и квалифицировались в Лигу чемпионов следующего сезона.
В следующем сезоне Бербатов забил 16 голов и внёс важный вклад в кампанию клуба в Лиге чемпионов, забив гол в победе над английским клубом «Ливерпуль» (4:2) в четвертьфинале, когда «Леверкузен» в итоге вышел в финал. В самом финале, против мадридского «Реала», болгарин вышел на замену вместо Томаса Брдарича через 38 минут после начала матча, в котором «Леверкузен» проиграл 1:2. «Байер 04» также занял 2-е место в Бундеслиге после дортмундской «Боруссии», и проиграл финал Кубка Германии со счётом 2:4 «Шальке-04», завершив таким образом необычную тройку финишей на втором месте. Бербатов закрепил своё место нападающего основного состава в следующем сезоне 2002/03 и забил гол в матче против «Манчестер Юнайтед» 24 сентября 2002 года во время поражения «леверкузенцев» со счётом 2:1. В сезоне 2003/04 он забил 16 голов в 24 матчах в чемпионате, а в последующие два сезона болгарин повысил осведомленность о своём таланте, забив 46 голов в чемпионате за два сезона и пять раз в Лиге чемпионов 2004/05. В это время его связывали с многочисленными зарубежными клубами, включая «Селтик», «Атлетико Мадрид» и «Ливерпуль».

### «Тоттенхэм Хотспур»
В мае 2006 года «Тоттенхэм Хотспур» достиг соглашения с леверкузенским «Байером» о переходе Бербатова; сумма в 16 миллионов евро (10,9 миллионов фунтов стерлингов) сделала его самым дорогим болгарским футболистом в истории. 1 июля 2006 года после того, как он получил разрешение на работу в Великобритании, трансфер был завершён. 19 августа 2006 года после того как «Тоттенхэм» проиграл «Болтон Уондерерс» (0:2) в первом матче Бербатова в Англии, через три дня он забил свой первый гол за «шпоры» в домашней победе над «Шеффилд Юнайтед» (2:0).

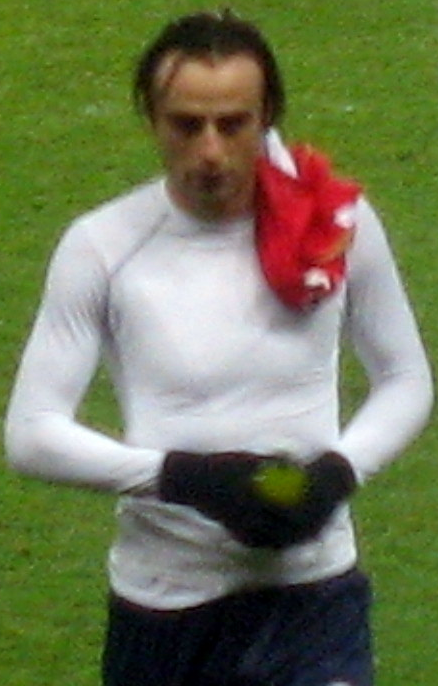
Бербатов в 2008 году в составе «Тоттенхэм Хотспур» после дерби с «Арсеналом»

Семь голов Бербатова в восьми европейских матчах во время его дебютного сезона за «Тоттенхэм» помогли клубу занять первое место на групповом этапе Кубка УЕФА, дебютировав в октябре 2006 года, забив гол во время победы над «Бешикташем» (2:0). В общей сложности он принял участие в восьми матчах, забив семь голов, когда «Тоттенхэм» потерпел поражение от «Севильи» со счётом 3:4. Однако ему потребовалось некоторое время, чтобы адаптироваться к Премьер-лиге, и ему понадобилось несколько месяцев, чтобы вернуть себе ту форму, которую он демонстрировал в Леверкузене. В ноябре 2006 года он показал сильную игру против «Уиган Атлетик», забив один гол и создав два других в победе «шпор» со счётом 3:1, и начал забивать регулярно. 18 февраля 2007 года он забил свои первые голы в Кубке Англии, когда вышел на замену во втором тайме в победе над «Фулхэмом» со счётом 4:0 и забил два из четырёх голов. Бербатов и его товарищ по команде «шпор» Робби Кин были названы совместными обладателями награды «Игрок месяца Премьер-лиги» за апрель 2007 года и стали первыми игроками, разделившими эту награду с февраля 2004 года. Он закончил сезон 2006/07 с 12 голами в 33 матчах в Премьер-лиге, и получил награду «Игрок сезона» и место в команде года Премьер-лиги ПФА.
29 декабря 2007 года Бербатов сделал свой первый хет-трик в Премьер-лиге, забив четыре мяча в победе над «Редингом» со счётом 6:4. Свой первый кубковый финал за «Тоттенхэм» он провёл 24 февраля 2008 года в Кубке лиги; «шпоры» встречались с «Челси» на стадионе «Уэмбли». Бербатов забил уравнивающий пенальти, и «Тоттенхэм» выиграл игру со счётом 2:1 после дополнительного времени. Он закончил сезон с 15 голами в лиге. Перед началом следующего сезона, 2008/09, главный тренер «Манчестер Юнайтед» Алекс Фергюсон, по сообщениям газет, заявил, что рассчитывает подписать Бербатова; «Тоттенхэм» подал жалобу в Премьер-лигу, утверждая, что «Манчестер Юнайтед» нарушил правила лиги. Распространившиеся слухи о значительном предложении со стороны клуба Фергюсона обеспокоили его, и болгарин был снят с игры против «Сандерленда» и «Челси» в августе, первом месяце сезона.

### «Манчестер Юнайтед»
1 сентября 2008 года Димитр Бербатов перешёл в «Манчестер Юнайтед», заплатив клубу 30,75 миллионов фунтов стерлингов и подписав четырёхлетний контракт. «Тоттенхэм» также принял предложение от «Манчестер Сити», но Бербатов заявил после подписания контракта с «Юнайтед», что он "даже не думал о «Манчестер Сити». Главный тренер «Арсенала» Арсен Венгер, тем временем, обвинил «Тоттенхэм» в том, что тот использовал жалобу в Премьер-лигу, чтобы выторговать у «Манчестер Юнайтед» более высокую цену за игрока.

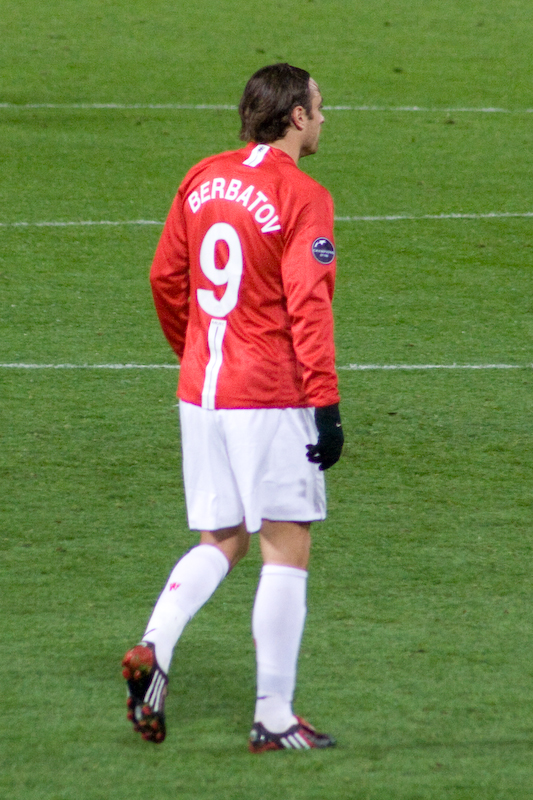
Бербатов в составе «Манчестер Юнайтед» в октябре 2008 года во время матча Лиги чемпионов против «Селтика»

13 сентября 2008 года Бербатов отметил свой дебют в «Манчестер Юнайтед» в гостях у «Ливерпуля», ассистировав Карлосу Тевесу, но «Юнайтед» проиграл игру 1:2. 30 сентября 2008 года состоялись его первые два гола за клуб в победе над «Ольборг» (3:0) в групповом этапе Лиги чемпионов. Он забил свой первый гол в чемпионате в цветах «Манчестер Юнайтед» во время победы над «Вест Бромвич Альбион» (4:0). Алекс Фергюсон защищал Бербатова после того, как его критиковали за промах с пенальти во время полуфинала Кубка Англии 2008/09 против «Эвертона», который «Манчестер Юнайтед» в итоге проиграл в серии пенальти. Вскоре после этого Бербатов забил пятый гол «Юнайтед», когда они отыгрались со счёта 0:2 в перерыве и выиграли 5:2 у его бывшей команды, «Тоттенхэм Хотспур». Когда 16 мая 2009 года «Манчестер Юнайтед» выиграл Премьер-лигу, нападающий стал первым болгарином, игравшим в составе команды, выигравшей титул английской Премьер-лиги. После того, как Бербатову не удалось проявить себя в сезоне 2009/10, в прессе появились предположения, что игрок покинет «Манчестер Юнайтед», но Алекс Фергюсон опроверг эту информацию.
8 августа забил третий гол «Юнайтед» на 92-й минуте матча с «Челси» (3:1) в Суперкубоке Англии 2010 года. Восемь дней спустя болгарин забил свой первый гол в сезоне, открыв счёт в домашней победе над «Ньюкасл Юнайтед» (3:0) в первом матче кампании. 19 сентября он забил свой первый хет-трик за «Юнайтед», забив все три гола своей команды в домашней победе над соперниками из «Ливерпуля» (3:2); второй гол, удар через себя, стал претендентом на звание «Гол сезона». Это был первый хет-трик игрока «Манчестер Юнайтед» против «Ливерпуля» за 64 года.
11 ноября 2010 года сыграл свой 100-й матч за «Юнайтед» в выездном манчестерском дерби, сыграв вничью 0:0. Шестнадцать дней спустя он установил рекорд лиги, забив пять голов за игру во время домашней победы над «Блэкберн Роверс» со счётом 7:1; он стал первым неангличанином, забившим пять голов в матче Премьер-лиги, и присоединился к Энди Коулу, Алану Ширеру и Джермейну Дефо как единственным игрокам, добившимся этого. 20 декабря 2010 года он был назван болгарским футболистом года в рекордный седьмой раз.
22 января забил свои первые голы в 2011 году, оформив третий хет-трик в сезоне в домашней победе над «Бирмингем Сити» (5:0). Это сделало его первым игроком «Юнайтед» со времён Рууда ван Нистелроя (в сезоне 2002/03), забившим три хет-трика в одном сезоне. В январе 2011 года был назван Международной федерацией футбольной истории и статистики самым популярным футболистом Европы среди действующих игроков за 2010 год. 19 марта после того, как Бербатов был оставлен на скамейке запасных в матчах против «Арсенала» и «Марселя», он вышел на замену во втором тайме вместо Хавьера Эрнандеса в игре против «Болтон Уондерерс» и забил победный мяч на 88-й минуте (свой 20-й гол в сезоне), обеспечив победу «Юнайтед» со счётом 1:0. Свой 21-й мяч он забил в следующем матче Премьер-лиги против «Фулхэма», который «Юнайтед» выиграл со счётом 2:0. Как лучший бомбардир Премьер-лиги, Бербатов вместе с Карлосом Тевесом вошёл в команду года по версии ПФА за сезон 2010/11. Бербатов также разделил награду «Золотая бутса» Премьер-лиги со своим бывшим партнёром по команде «Манчестер Юнайтед». 28 мая 2011 года он был исключён из состава «Манчестер Юнайтед» на финал Лиги чемпионов, в котором «Юнайтед» проиграл «Барселоне» со счётом 1:3.
В сезоне 2011/12 Бербатов сыграл свою первую игру в выездном матче против «Вест Бромвич Альбион», выйдя на замену вместо Дэнни Уэлбека, и «Юнайтед» выиграл 2:1. В матче против «Челси» болгарин начал на скамейке запасных, но позже заменил травмированного Хавьера Эрнандеса. «Юнайтед» выиграл матч со счётом 3:1. Бербатов впервые в сезоне вышел в стартовом составе в следующей игре, в поединке третьего раунда Кубка лиги с соперниками «Лидс Юнайтед». Он отыграл весь матч и был вынужден сыграть на позиции центрального защитника в последние 10 минут; молодой Эзекил Фрайерс получил травму, а «Юнайтед» уже использовал все три разрешенные замены. В этот вечер болгарину не хватало моментов, но «Юнайтед» всё же выиграл матч со счётом 3:0. 25 октября 2011 года он забил первый гол после аккуратной передачи, а также помог организовать гол Майклу Оуэну в матче против «Олдершот Таун» (3:0) в четвертом раунде Кубка лиги.
22 ноября 2011 года Бербатов положил конец своей долгой безголевой серии в Лиге чемпионов, забив гол в домашнем матче против «Бенфики», который завершился вничью 2:2. 21 декабря 2011 года он вышел на замену во втором тайме матча Премьер-лиги против «Фулхэма», заменив Дэнни Уэлбека. Он забил свой 50-й гол за «Манчестер Юнайтед» во всех турнирах, став 50-м игроком «Манчестер Юнайтед», забившим 50 голов за клуб. Это был также его первый гол в сезоне 2011/12 Премьер-лиги. 26 декабря 2011 года сделал хет-трик в матче с «Уиган Атлетик» (5:0). Это был четвёртый хет-трик Бербатова в Премьер-лиге за «Манчестер Юнайтед» и пятый в целом в этом дивизионе. В следующем матче лиги против «Блэкберн Роверс» реализовал пенальти в первом тайме, когда повалил Кристофера Самбу на землю. Во втором тайме, уступая 0:2, «Юнайтед» быстро ответил двумя голами болгарина. Сначала он пробил головой мимо вратаря после неудачного прострела Рафаэля, а затем забил гол с передачи Антонио Валенсии, чтобы сравнять счёт. Однако «Юнайтед» проиграл матч со счётом 2:3.
В январское трансферное окно 2012 года Бербатова связывали с переходом в «Баварию», но эти слухи были пресечены, когда контракт нападающего был продлен ещё на год. 31 января забил мяч в матче Премьер-лиги на «Олд Траффорд» против «Сток Сити» (2:0), реализовав пенальти.

### «Фулхэм»

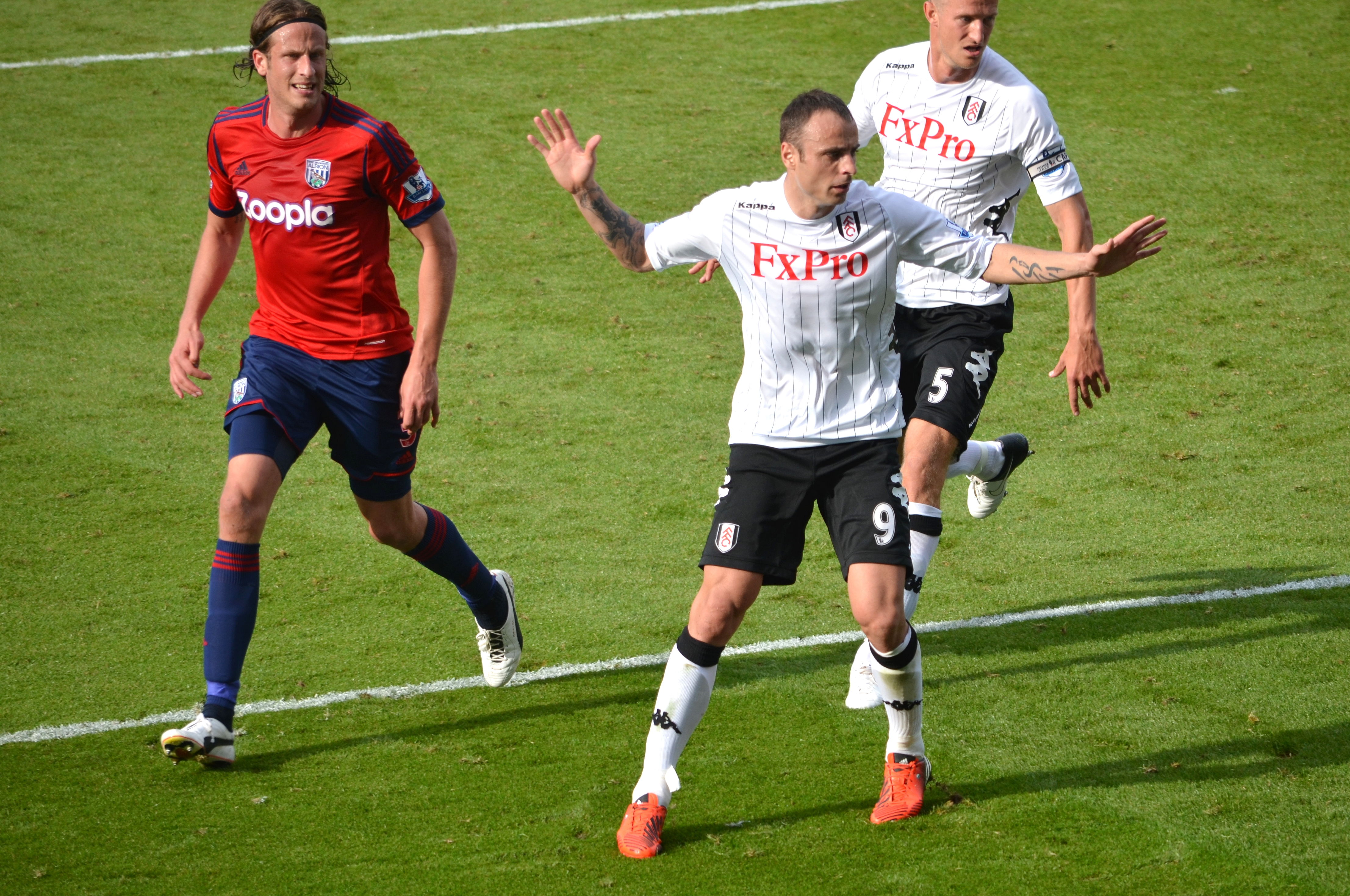
Димитр Бербатов в составе «Фулхэма», 2012 год

31 августа 2012 года было объявлено, что Димитр Бербатов подписал двухлетний контракт с «Фулхэмом» за нераскрытую сумму. Он дебютировал в лиге на следующий день, в матче против «Вест Хэм Юнайтед» со счётом 3:0, выйдя со скамейки запасных в перерыве. 15 сентября он дебютировал в домашнем матче и забил дважды в победе над «Вест Бромвич Альбион» (3:0). 27 октября он забил третий гол «Фулхэма» в гостевой ничьей с «Редингом» (3:3). 10 ноября отыграл 90 минут в матче против «Арсенала» (3:3), в котором он сделал ассист и забил дважды в очередной ничьей.
26 декабря 2012 года после гола в ворота «Саутгемптона» Бербатов снял футболку, чтобы показать слова «сохраняйте спокойствие и пасуйте мне», написанные на его второй майке, за что получил жёлтую карточку, а главный тренер Мартин Йол назвал это «глупым поступком». 1 января 2013 года забил первый гол Премьер-лиги в новом году, открыв счёт в матче с «Вест Бромвич Альбион» в важной выездной победе «Фулхэма» (2:1).
30 января 2013 года, в свой 32-й день рождения, он забил первый гол в домашней победе над «Вест Хэмом» со счётом 3:1, доведя свой счёт в Премьер-лиге до восьми с момента прихода. Затем он забил единственный гол в игре против «Сток Сити» 23 февраля, а затем 2 марта ещё один в ничьей с «Сандерлендом» (2:2). В следующей игре «Фулхэма» в Премьер-лиге Бербатов забил единственный гол в ворота своей старой команды в неожиданной выездной победе над «Тоттенхэмом» со счётом 0:1. 1 апреля 2013 года забил два гола в ворота «Куинз Парк Рейнджерс» (3:2) в победе на «Крейвен Коттедж», один из них с пенальти. Это позволило болгарину забить 13 голов за сезон в лиге, а также сделать его первым игроком «Фулхэма», забившим в четырёх матчах чемпионата подряд со времён Стида Мальбранка в 2003 году. Следующий гол Бербатов забил в предпоследней игре сезона против «Ливерпуля». Нападающий завершил сезон голом в ворота «Суонси Сити» в последний день, победив на выезде со счётом 3:0. Таким образом, в дебютном сезоне за «Фулхэм» он забил 15 голов.

### «Монако»

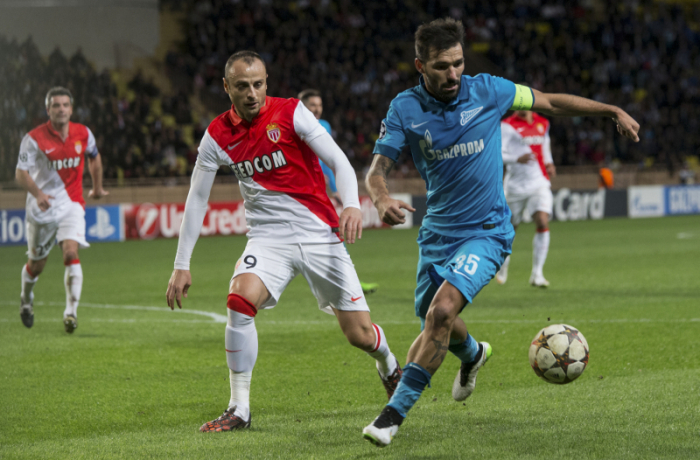
Бербатов в составе «Монако» в матче группового этапа Лиги чемпионов против «Зенита», декабрь 2014 года

В январе 2014 года стало известно, что «Монако» подписал Димитра Бербатова, чтобы заменить травмированного Радамеля Фалькао до конца сезона. Поначалу считалось, что речь идёт об аренде, но позже стало известно, что «Фулхэм» отпустил Бербатова. Он дебютировал в Лиге 1 9 февраля в домашнем матче с «Пари Сен-Жермен» (1:1), выйдя на замену во втором тайме вместо Валера Жермена. Его первый гол состоялся три дня спустя, когда он забил в дополнительное время в матче Кубка Франции против «Ниццы» (1:0). Свой первый гол в чемпионате Бербатов забил 8 марта в домашней победе над «Сошо» со счётом 2:1. Он закончил сезон с 6 голами в 12 матчах лиги и 16 мая подписал новый однолетний контракт с клубом. В первом матче Лиги чемпионов против «Арсенала» болгарин забил второй гол на выезде, победив 3:1. Он покинул клуб 1 июня 2015 года, после того как клуб решил не продлевать его контракт. Вице-президент «Монако» Вадим Васильев добавил: «Он явно входит в число величайших нападающих, игравших за „Монако“. Мы гордимся тем, что он принёс клубу, и желаем ему всего наилучшего в будущем».

### Последние годы карьеры

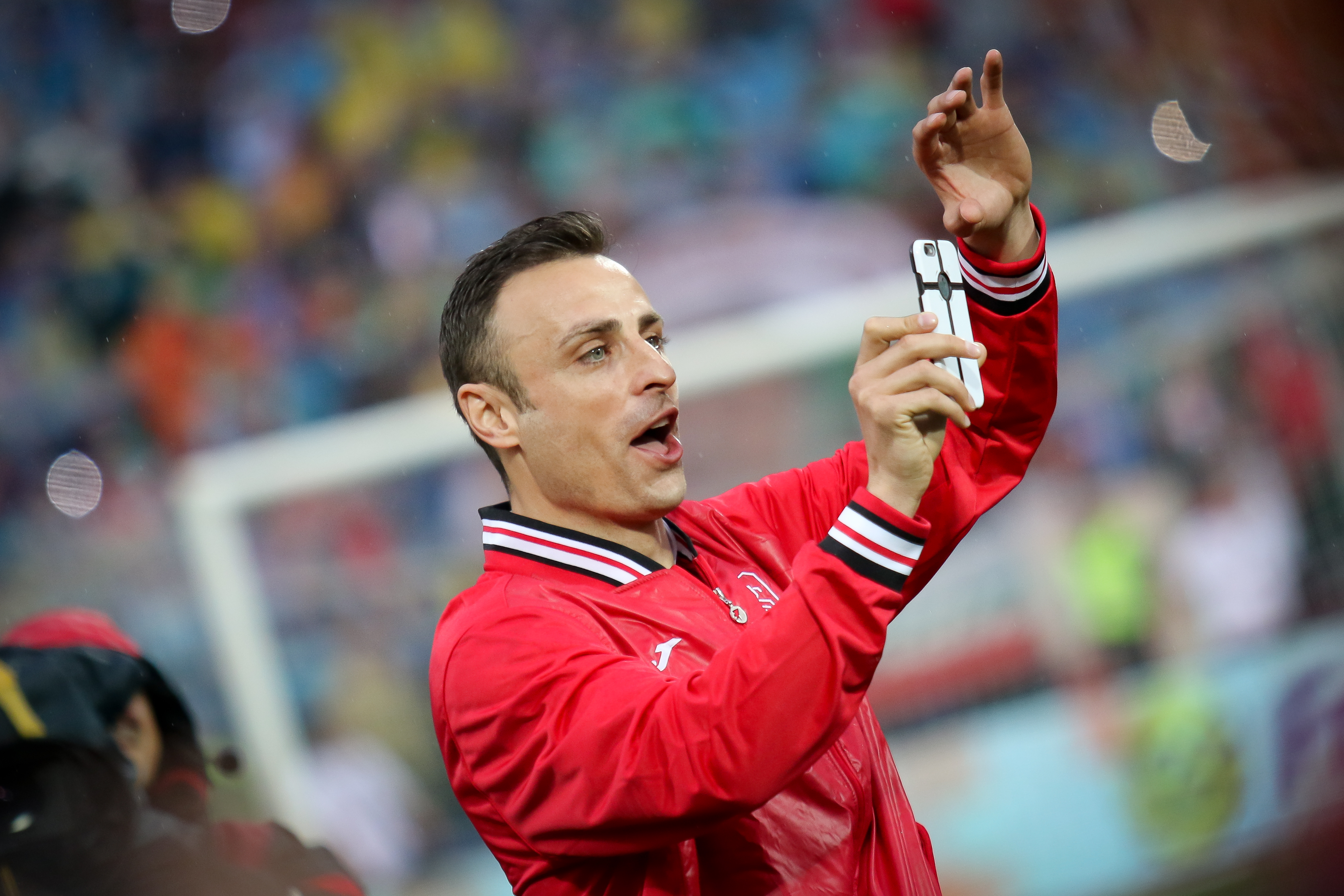
Бербатов в 2016 году

2 сентября 2015 года было объявлено, что Димитр Бербатов подписал однолетний контракт с греческим клубом ПАОК. Владелец клуба Иван Саввиди пытался привлечь болгарина в клуб в течение трёх лет и наконец убедил его присоединиться. 10 июня 2016 года он был отпущен после одного сезона.
После года без клуба, 23 августа 2017 года Бербатов подписал контракт с клубом Индийской суперлиги «Керала Бластерс» на один год с зарплатой ₹75 миллионов (около £900,000). 8 февраля 2018 года забил свой первый гол в матче против АТК. Бербатов в основном использовался в качестве запасного или оборонительного полузащитника вместо своей основной позиции нападающего и комментировал, что тогдашний главный тренер «Керала Бластерс» Дэвид Джеймс использовал «абсурдную тактику». Он покинул клуб по окончании регулярного сезона в марте 2018 года. 19 сентября 2019 года после полутора лет без клуба, но тренируясь несколько раз с «Берое» и ЦСКА 1948, Бербатов официально объявил о своём уходе из футбола.

## Карьера в сборной
17 ноября 1999 года Бербатов дебютировал за сборную Болгарии в возрасте 18 лет, выйдя на замену вместо Александра Александрова в товарищеском матче против сборной Греции (1:0). Свой первый гол за сборную он забил 12 февраля 2000 года в товарищеском матче против сборной Чили (3:2)
Бербатов выступил за сборную Болгарии на чемпионате Европы 2004 года — это был единственный международный турнир, на котором он смог выступить за Болгарию, поскольку его сборная не смогла квалифицироваться на другие турниры. В 2007 году он забил два гола в финале Кипрского международного футбольного турнира против принимающей страны, Кипра, что принесло сборной Болгарии победу со счётом 3:0 и Бербатову единственный международный титул в составе национальной команды. В октябре 2009 года он забил хет-трик в домашней победе со счётом 6:2 в отборочном матче чемпионата мира 2010 года против сборной Грузии, что позволило ему довести свой голевой счёт за сборную до 46 голов, всего на один меньше, чем у тогдашнего лучшего бомбардира сборной Болгарии Христо Бонева; после того, как он забил два гола в ворота сборной Мальты в товарищеском матче на выезде со счётом 4:1 в следующем месяце, он стал рекордсменом.
Он был капитаном команды с 2006 года до мая 2010 года, когда объявил о своём уходе из сборной, оставив на своём счету 48 голов в 78 матчах. В феврале 2012 года недавно назначенный главный тренер сборной Болгарии Любослав Пенев сообщил, что Бербатов готов рассмотреть возможность ухода из международного футбола и принять участие в предстоящем товарищеском матче против сборной Венгрии. В итоге он решил не вызываться на матч, так как не чувствовал, что находится в лучшей форме, но в то время не исключал возвращения в сборную в будущем. В сентябре 2012 года он вновь подтвердил свой уход из сборной.

### Матчи за сборную Болгарии
| №  | Дата             | Соперник             | Счёт | Голы | Соревнование              |
| -- | ---------------- | -------------------- | ---- | ---- | ------------------------- |
| 1  | 17 ноября 1999   | Греция               | 0:1  | —    | Товарищеский матч         |
| 2  | 12 февраля 2000  | Чили                 | 2:3  | 1    | Товарищеский матч         |
| 3  | 15 февраля 2000  | Австралия            | 1:1  | —    | Товарищеский матч         |
| 4  | 11 октября 2000  | Дания                | 1:1  | 1    | Отборочный матч ЧМ-2002   |
| 5  | 28 февраля 2001  | Иордания             | 2:0  | —    | Товарищеский матч         |
| 6  | 24 марта 2001    | Исландия             | 2:1  | 1    | Отборочный матч ЧМ-2002   |
| 7  | 28 марта 2001    | Северная Ирландия    | 4:3  | —    | Отборочный матч ЧМ-2002   |
| 8  | 25 апреля 2001   | Норвегия             | 1:2  | —    | Товарищеский матч         |
| 9  | 6 июня 2001      | Исландия             | 1:1  | 1    | Отборочный матч ЧМ-2002   |
| 10 | 1 сентября 2001  | Мальта               | 2:0  | 2    | Отборочный матч ЧМ-2002   |
| 11 | 5 сентября 2001  | Дания                | 0:2  | —    | Отборочный матч ЧМ-2002   |
| 12 | 6 октября 2001   | Чехия                | 0:6  | —    | Отборочный матч ЧМ-2002   |
| 13 | 13 февраля 2002  | Хорватия             | 0:0  | —    | Товарищеский матч         |
| 14 | 27 марта 2002    | Эквадор              | 0:3  | —    | Товарищеский матч         |
| 15 | 21 августа 2002  | Германия             | 2:2  | 1    | Товарищеский матч         |
| 16 | 12 октября 2002  | Хорватия             | 2:0  | 1    | Отборочный матч ЧЕ-2004   |
| 17 | 20 ноября 2002   | Испания              | 0:1  | —    | Товарищеский матч         |
| 18 | 27 марта 2003    | Сербия и Черногория  | 2:1  | —    | Товарищеский матч         |
| 19 | 2 апреля 2003    | Эстония              | 0:0  | —    | Отборочный матч ЧЕ-2004   |
| 20 | 30 апреля 2003   | Албания              | 2:0  | 2    | Товарищеский матч         |
| 21 | 7 июня 2003      | Бельгия              | 2:2  | 1    | Отборочный матч ЧЕ-2004   |
| 22 | 20 августа 2003  | Литва                | 3:0  | 1    | Товарищеский матч         |
| 23 | 6 сентября 2003  | Эстония              | 2:0  | 1    | Отборочный матч ЧЕ-2004   |
| 24 | 10 сентября 2003 | Андорра              | 3:0  | 2    | Отборочный матч ЧЕ-2004   |
| 25 | 11 октября 2003  | Хорватия             | 0:1  | —    | Отборочный матч ЧЕ-2004   |
| 26 | 18 февраля 2004  | Греция               | 0:2  | —    | Товарищеский матч         |
| 27 | 31 марта 2004    | Россия               | 2:2  | 2    | Товарищеский матч         |
| 28 | 28 апреля 2004   | Камерун              | 3:0  | 2    | Товарищеский матч         |
| 29 | 2 июня 2004      | Чехия                | 1:3  | —    | Товарищеский матч         |
| 30 | 14 июня 2004     | Швеция               | 0:5  | —    | ЧЕ-2004. Групповой турнир |
| 31 | 14 июня 2004     | Дания                | 0:2  | —    | ЧЕ-2004. Групповой турнир |
| 32 | 14 июня 2004     | Италия               | 1:2  | —    | ЧЕ-2004. Групповой турнир |
| 33 | 18 августа 2004  | Ирландия             | 1:1  | —    | Товарищеский матч         |
| 34 | 4 сентября 2004  | Исландия             | 3:1  | 2    | Отборочный матч ЧМ-2006   |
| 35 | 9 октября 2004   | Хорватия             | 2:2  | 1    | Отборочный матч ЧМ-2006   |
| 36 | 13 октября 2004  | Мальта               | 4:1  | 2    | Отборочный матч ЧМ-2006   |
| 37 | 17 ноября 2004   | Азербайджан          | 0:0  | —    | Товарищеский матч         |
| 38 | 28 ноября 2004   | Египет               | 1:1  | —    | Товарищеский матч         |
| 39 | 9 февраля 2005   | Сербия и Черногория  | 0:0  | —    | Товарищеский матч         |
| 40 | 26 марта 2005    | Швеция               | 0:3  | —    | Отборочный матч ЧМ-2006   |
| 41 | 30 марта 2005    | Венгрия              | 1:1  | —    | Отборочный матч ЧМ-2006   |
| 42 | 4 июня 2005      | Хорватия             | 1:3  | —    | Отборочный матч ЧМ-2006   |
| 43 | 17 августа 2005  | Турция               | 3:1  | 2    | Товарищеский матч         |
| 44 | 7 сентября 2005  | Исландия             | 3:2  | 1    | Отборочный матч ЧМ-2006   |
| 45 | 8 октября 2005   | Венгрия              | 2:0  | 1    | Отборочный матч ЧМ-2006   |
| 46 | 12 октября 2005  | Мальта               | 1:1  | —    | Отборочный матч ЧМ-2006   |
| 47 | 12 ноября 2005   | Грузия               | 6:2  | 2    | Товарищеский матч         |
| 48 | 16 ноября 2005   | Мексика              | 3:0  | 1    | Товарищеский матч         |
| 49 | 1 марта 2006     | Македония            | 1:0  | —    | Товарищеский матч         |
| 50 | 15 августа 2006  | Уэльс                | 0:0  | —    | Товарищеский матч         |
| 51 | 2 сентября 2006  | Румыния              | 2:2  | —    | Отборочный матч ЧЕ-2008   |
| 52 | 7 октября 2006   | Нидерланды           | 1:1  | —    | Отборочный матч ЧЕ-2008   |
| 53 | 11 октября 2006  | Люксембург           | 1:0  | —    | Отборочный матч ЧЕ-2008   |
| 54 | 15 ноября 2006   | Словакия             | 1:3  | —    | Товарищеский матч         |
| 55 | 7 февраля 2007   | Кипр                 | 3:0  | 2    | Товарищеский матч         |
| 56 | 28 марта 2007    | Албания              | 0:0  | —    | Отборочный матч ЧЕ-2008   |
| 57 | 2 июня 2007      | Беларусь             | 2:0  | 2    | Отборочный матч ЧЕ-2008   |
| 58 | 6 июня 2007      | Беларусь             | 2:1  | —    | Отборочный матч ЧЕ-2008   |
| 59 | 8 сентября 2007  | Нидерланды           | 0:2  | —    | Отборочный матч ЧЕ-2008   |
| 60 | 12 сентября 2007 | Люксембург           | 3:0  | 2    | Отборочный матч ЧЕ-2008   |
| 61 | 17 октября 2007  | Албания              | 1:1  | 1    | Отборочный матч ЧЕ-2008   |
| 62 | 17 ноября 2007   | Румыния              | 1:0  | —    | Отборочный матч ЧЕ-2008   |
| 63 | 21 ноября 2007   | Словения             | 2:0  | 1    | Отборочный матч ЧЕ-2008   |
| 64 | 6 февраля 2008   | Северная Ирландия    | 1:0  | —    | Товарищеский матч         |
| 65 | 26 марта 2008    | Финляндия            | 2:1  | —    | Товарищеский матч         |
| 66 | 21 августа 2008  | Босния и Герцеговина | 2:1  | 2    | Товарищеский матч         |
| 67 | 6 сентября 2008  | Черногория           | 2:2  | —    | Отборочные матчи ЧМ-2010  |
| 68 | 11 октября 2008  | Италия               | 0:0  | —    | Отборочные матчи ЧМ-2010  |
| 69 | 15 октября 2008  | Грузия               | 0:0  | —    | Отборочные матчи ЧМ-2010  |
| 70 | 19 ноября 2008   | Сербия               | 1:6  | —    | Товарищеский матч         |
| 71 | 11 февраля 2009  | Швейцария            | 1:1  | —    | Товарищеский матч         |
| 72 | 6 июня 2009      | Ирландия             | 1:1  | —    | Отборочные матчи ЧМ-2010  |
| 73 | 12 августа 2009  | Латвия               | 1:0  | —    | Товарищеский матч         |
| 74 | 5 сентября 2009  | Черногория           | 4:1  | 1    | Отборочные матчи ЧМ-2010  |
| 75 | 9 сентября 2009  | Италия               | 0:2  | —    | Отборочные матчи ЧМ-2010  |
| 76 | 10 октября 2009  | Кипр                 | 1:4  | 1    | Отборочные матчи ЧМ-2010  |
| 77 | 14 октября 2009  | Грузия               | 6:2  | 3    | Отборочные матчи ЧМ-2010  |
| 78 | 18 ноября 2009   | Мальта               | 4:1  | 2    | Товарищеский матч         |
| 79 | 3 марта 2010     | Польша               | 0:2  | —    | Товарищеский матч         |

Итого: 79 матчей / 48 голов; 33 победы, 25 ничьих, 21 поражение.

## Стиль игры
Я играю расслабленно. Это мой путь и стиль, который я не могу изменить. Я вижу ребят, которые паникуют с мячом. Они слишком нервничают. Я же всегда спокоен, потому что знаю, что хочу сделать с ним до того, как он окажется у меня в ногах.
Димитр Бербатов был известен своим футбольным интеллектом, техническими способностями, контролем мяча и самообладанием; в частности, его неторопливая позиция перед воротами была описана Томом Лаппином из The Scotsman как «элегантная и спокойная». Он также обладал исключительной точностью при передачах и ударах и не торопился в атаке, чтобы обеспечить наилучшее движение. Поэтому его часто использовали в качестве центрального нападающего, который получал передачи из середины поля, держал мяч, а затем использовал свою тактическую хватку и отточенные навыки, чтобы ввести в игру своих товарищей по команде. Временами его также использовали в качестве одиночного нападающего, благодаря его способности забивать голы. Его внушительный рост в сочетании с этими качествами формировал сильного универсального атакующего игрока.
Именно из-за этих характеристик он был подписан «Манчестер Юнайтед», который рассчитывал, что Бербатов дополнит боевой и активный стиль их английского нападающего Уэйна Руни. В то время как Руни был известен тем, что энергично действовал на протяжении всего матча, болгарин использовал более спокойный и собранный стиль, и из-за этого иногда подвергался критике со стороны наблюдателей, которые интерпретировали это как лень; некоторые эксперты также обвиняли его в непоследовательности. После подписания контракта с «Манчестер Юнайтед» Бербатов вызвал сравнения с бывшим нападающим «Юнайтед» Эриком Кантоной, не только из-за своей медлительности и безупречной техники, но и из-за своей бравады и кажущегося высокомерия. Однако Бербатов был способен адаптировать свой стиль, чтобы играть более прямолинейно, когда это требовалось; например, в апреле 2010 года, когда Руни отсутствовал, болгарин показал игру против своей бывшей команды «Тоттенхэм», которая, по словам Джеймса Даккера, выглядела так, как будто он «решил взять на себя обязанность изображать нападающего сборной Англии». Сочетая нехарактерную для него решительность и старание со своим обычным техническим мастерством, он внёс свой вклад в первый гол «Манчестер Юнайтед» и помог «Юнайтед» победить 3:1.

## Достижения
Командные достижения
ЦСКА (София)
- Обладатель Кубка Болгарии: 1999

«Байер»
- Вице-чемпион Германии: 2002
- Финалист Кубка Германии: 2002
- Финалист Лиги чемпионов УЕФА: 2002

«Тоттенхэм Хотспур»
- Обладатель Кубка Футбольной лиги: 2008

«Манчестер Юнайтед»
- Чемпион английской Премьер-лиги (2): 2008/09, 2010/11
- Обладатель Кубка Футбольной лиги (2): 2009, 2010
- Обладатель Суперкубка Англии (2): 2010, 2011
- Победитель Клубного чемпионата мира: 2008
- Финалист Лиги чемпионов УЕФА (2): 2009, 2011

Личные достижения
- Футболист года в Болгарии (7): 2002, 2004, 2005, 2007, 2008, 2009, 2010
- Лучший бомбардир Кубка УЕФА: 2000/01
- Лучший бомбардир английской Премьер-лиги: 2010/11 (наряду с Карлосом Тевесом)
- Игрок месяца английской Премьер-лиги (2): апрель 2007, январь 2011
- Игрок месяца французской Лиги 1: апрель 2014[121]
- Команда года по версии ПФА (2): 2007, 2011
- Символическая сборная Бундеслиги по версии Kicker (2): 2003/04[122], 2004/05[123]

## Статистика выступлений

### Клубная карьера
| Клуб                         | Сезон            | Лига | Лига | Кубки | Кубки | Еврокубки | Еврокубки | Прочие | Прочие | Итого | Итого |
| Клуб                         | Сезон            | Игры | Голы | Игры  | Голы  | Игры      | Голы      | Игры   | Голы   | Игры  | Голы  |
| ---------------------------- | ---------------- | ---- | ---- | ----- | ----- | --------- | --------- | ------ | ------ | ----- | ----- |
| Пирин                        | 1998/99          | 9    | 2    | 0     | 0     | -         | -         | 0      | 0      | 9     | 2     |
| Пирин                        | Итого            | 9    | 2    | 0     | 0     | 0         | 0         | 0      | 0      | 9     | 2     |
| ЦСКА (София)                 | 1998/99          | 11   | 3    | 5     | 3     | 0         | 0         | 0      | 0      | 16    | 6     |
| ЦСКА (София)                 | 1999/00          | 27   | 14   | 4     | 2     | 3         | 0         | 0      | 0      | 34    | 16    |
| ЦСКА (София)                 | 2000/01          | 11   | 9    | 0     | 0     | 4         | 7         | 0      | 0      | 15    | 16    |
| ЦСКА (София)                 | Итого            | 49   | 26   | 9     | 5     | 7         | 7         | 0      | 0      | 65    | 38    |
| Байер 04 Аматёре (фарм-клуб) | 2000/01          | 7    | 6    | 0     | 0     | -         | -         | 0      | 0      | 7     | 6     |
| Байер 04 Аматёре (фарм-клуб) | Итого            | 7    | 6    | 0     | 0     | 0         | 0         | 0      | 0      | 7     | 6     |
| Байер 04                     | 2000/01          | 6    | 0    | 0     | 0     | 0         | 0         | 0      | 0      | 6     | 0     |
| Байер 04                     | 2001/02          | 24   | 8    | 6     | 6     | 11        | 2         | 0      | 0      | 41    | 16    |
| Байер 04                     | 2002/03          | 24   | 4    | 3     | 0     | 7         | 2         | 0      | 0      | 34    | 6     |
| Байер 04                     | 2003/04          | 33   | 16   | 3     | 3     | 0         | 0         | 0      | 0      | 36    | 19    |
| Байер 04                     | 2004/05          | 33   | 20   | 3     | 1     | 10        | 5         | 0      | 0      | 46    | 26    |
| Байер 04                     | 2005/06          | 34   | 21   | 3     | 3     | 2         | 0         | 0      | 0      | 39    | 24    |
| Байер 04                     | Итого            | 154  | 69   | 18    | 13    | 30        | 9         | 0      | 0      | 202   | 91    |
| Тоттенхэм Хотспур            | 2006/07          | 33   | 12   | 8     | 4     | 8         | 7         | 0      | 0      | 49    | 23    |
| Тоттенхэм Хотспур            | 2007/08          | 36   | 15   | 8     | 3     | 8         | 5         | 0      | 0      | 52    | 23    |
| Тоттенхэм Хотспур            | 2008/09          | 1    | 0    | 0     | 0     | 0         | 0         | 0      | 0      | 1     | 0     |
| Тоттенхэм Хотспур            | Итого            | 70   | 27   | 16    | 7     | 16        | 12        | 0      | 0      | 102   | 46    |
| Манчестер Юнайтед            | 2008/09          | 31   | 9    | 3     | 1     | 9         | 4         | 0      | 0      | 43    | 14    |
| Манчестер Юнайтед            | 2009/10          | 33   | 12   | 3     | 0     | 6         | 0         | 1      | 0      | 43    | 12    |
| Манчестер Юнайтед            | 2010/11          | 32   | 20   | 2     | 0     | 7         | 0         | 1      | 1      | 42    | 21    |
| Манчестер Юнайтед            | 2011/12          | 12   | 7    | 4     | 1     | 4         | 1         | 1      | 0      | 21    | 9     |
| Манчестер Юнайтед            | Итого            | 108  | 48   | 12    | 2     | 26        | 5         | 3      | 1      | 149   | 56    |
| Фулхэм                       | 2012/13          | 33   | 15   | 2     | 0     | 0         | 0         | 0      | 0      | 35    | 15    |
| Фулхэм                       | 2013/14          | 18   | 4    | 1     | 1     | 0         | 0         | 0      | 0      | 19    | 5     |
| Фулхэм                       | Итого            | 51   | 19   | 3     | 1     | 0         | 0         | 0      | 0      | 54    | 20    |
| Монако                       | 2013/14          | 12   | 6    | 3     | 3     | 0         | 0         | 0      | 0      | 15    | 9     |
| Монако                       | 2014/15          | 26   | 7    | 3     | 1     | 9         | 1         | 0      | 0      | 38    | 9     |
| Монако                       | Итого            | 38   | 13   | 6     | 4     | 9         | 1         | 0      | 0      | 53    | 18    |
| ПАОК                         | 2015/16          | 17   | 4    | 3     | 1     | 5         | 0         | 0      | 0      | 25    | 5     |
| ПАОК                         | Итого            | 17   | 4    | 3     | 1     | 5         | 0         | 0      | 0      | 25    | 5     |
| Керала Бластерс              | 2017/18          | 9    | 1    | -     | -     | -         | -         | 0      | 0      | 9     | 1     |
| Керала Бластерс              | Итого            | 9    | 1    | 0     | 0     | 0         | 0         | 0      | 0      | 9     | 1     |
| Всего за карьеру             | Всего за карьеру | 512  | 215  | 67    | 33    | 93        | 34        | 3      | 1      | 675   | 283   |

### Выступления за сборную
| Сборная          | Год              | Отборочные матчи ЧМ | Отборочные матчи ЧМ | Отборочные матчи ЧЕ | Отборочные матчи ЧЕ | Финальные матчи ЧЕ | Финальные матчи ЧЕ | Товарищеские матчи | Товарищеские матчи | Итого | Итого |
| Сборная          | Год              | Игры                | Голы                | Игры                | Голы                | Игры               | Голы               | Игры               | Голы               | Игры  | Голы  |
| ---------------- | ---------------- | ------------------- | ------------------- | ------------------- | ------------------- | ------------------ | ------------------ | ------------------ | ------------------ | ----- | ----- |
| Болгария         | 1999             | -                   | -                   | 0                   | 0                   | -                  | -                  | 1                  | 0                  | 1     | 0     |
| Болгария         | 2000             | 1                   | 1                   | -                   | -                   | -                  | -                  | 2                  | 1                  | 3     | 2     |
| Болгария         | 2001             | 6                   | 4                   | -                   | -                   | -                  | -                  | 2                  | 0                  | 8     | 4     |
| Болгария         | 2002             | -                   | -                   | 1                   | 1                   | -                  | -                  | 4                  | 1                  | 5     | 2     |
| Болгария         | 2003             | -                   | -                   | 5                   | 4                   | -                  | -                  | 3                  | 3                  | 8     | 7     |
| Болгария         | 2004             | 3                   | 5                   | -                   | -                   | 3                  | 0                  | 7                  | 4                  | 13    | 9     |
| Болгария         | 2005             | 6                   | 2                   | -                   | -                   | -                  | -                  | 4                  | 5                  | 10    | 7     |
| Болгария         | 2006             | -                   | -                   | 3                   | 0                   | -                  | -                  | 3                  | 0                  | 6     | 0     |
| Болгария         | 2007             | -                   | -                   | 8                   | 6                   | -                  | -                  | 1                  | 2                  | 9     | 8     |
| Болгария         | 2008             | 3                   | 0                   | -                   | -                   | -                  | -                  | 4                  | 2                  | 7     | 2     |
| Болгария         | 2009             | 5                   | 5                   | -                   | -                   | -                  | -                  | 3                  | 2                  | 8     | 7     |
| Болгария         | 2010             | -                   | -                   | 0                   | 0                   | -                  | -                  | 1                  | 0                  | 1     | 0     |
| Всего за карьеру | Всего за карьеру | 24                  | 17                  | 17                  | 11                  | 3                  | 0                  | 35                 | 20                 | 79    | 48    |

## Личная жизнь

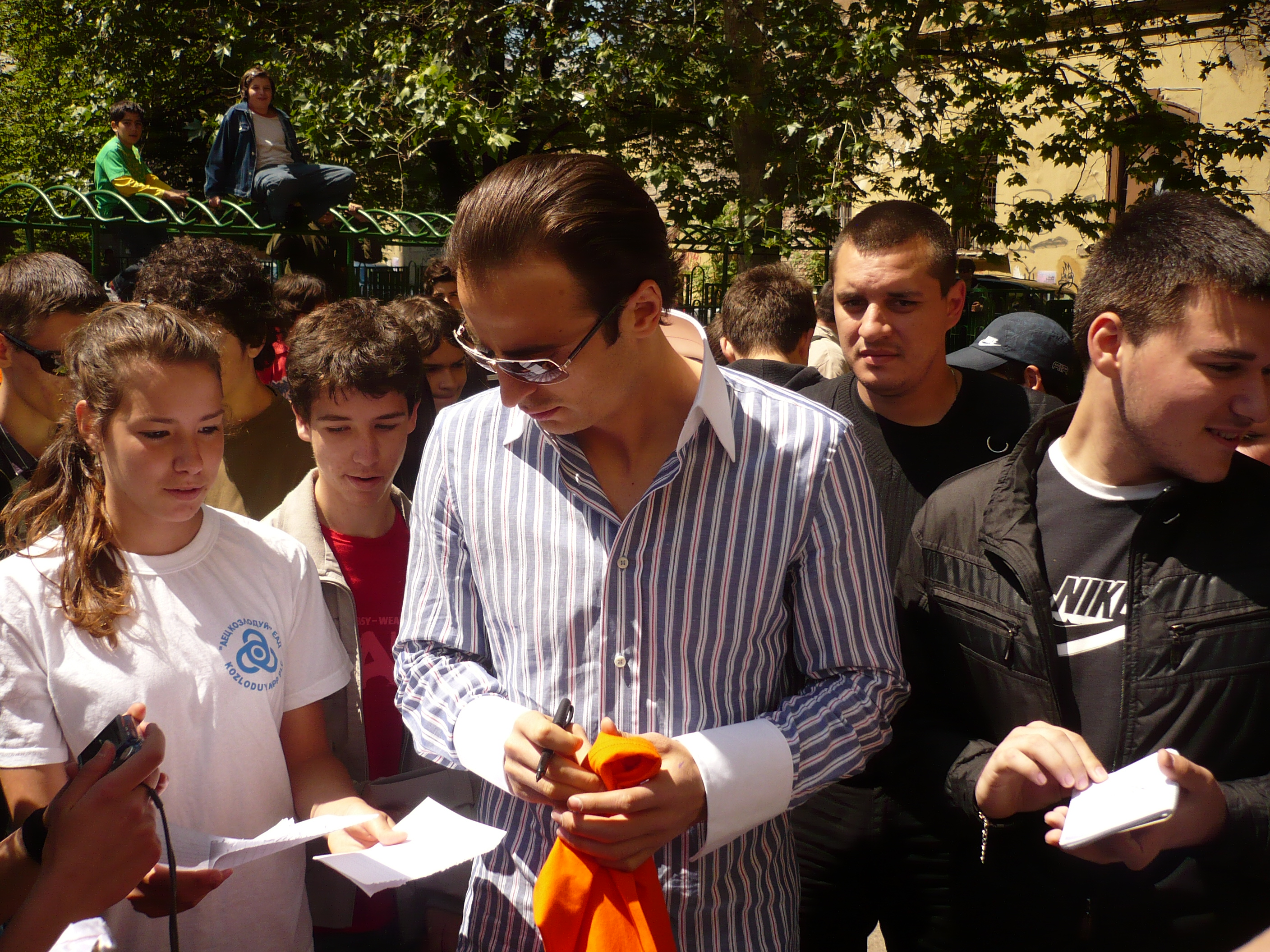
Бербатов раздаёт автографы в Софии

Бербатов изучал английский язык, просматривая художественный фильм «Крёстный отец». Кроме футбола Димитр увлекается рисованием и баскетболом. Бербатов является спонсором детских благотворительных учреждений в Болгарии, оказывая финансовую поддержку пяти детским домам. Он также является основателем Фонда Димитара Бербатова, который помогает молодым людям развивать свои таланты.
Бербатов утверждает, что в возрасте 18 лет его взяли в заложники с целью заставить подписать контракт с футбольной командой Георгия Илиева «Левски Кюстендил». Отец Димитра связался с боссом софийского ЦСКА Ильей Павловым, который всё уладил. В 2009 году появились сообщения, что Бербатов был вынужден покинуть Болгарию, поскольку местная мафия угрожала похитить его семью. 
В ноябре 2018 года Бербатов официально представил свою автобиографию «Мой путь» (болг. По моя начин).
15 ноября 2009 года у Димитра и его давней подруги Елены родилась дочка, которую назвали Деа. 
28 июля 2010 года британский таблоид The Sun сообщил, что брат Бербатова, Асен, без вести пропал месяц назад, что связано с долгами в его бизнесе; вскоре эти слухи были опровергнуты его матерью, заявившей, что она поддерживает постоянную связь с сыном. В ноябре 2012 года у него родилась вторая дочь, Элия.
В 2018 году на экраны вышел болгарский фильм «Революция X», в котором Бербатов сыграл роль члена преступной группировки по прозвищу Караваджо.

## Комментарии
1. ↑  В русскоязычных СМИ имя Бербатова часто передаётся как Димитар, однако по правилам практической транскрипции корректной формой является Димитр.